# إيران في الألعاب البارالمبية الصيفية 2004
شاركت إيران في الألعاب البارالمبية الصيفية 2004 والتي أقيمت في أثينا، بفريق مكون من 89 رياضي في 10 ألعاب.